# Jahan Malek Khatun
Jahan Malek Khatun (en persa: جهان ملك خاتون‎; Shiraz, c. 1324-c. 1393) fue una princesa Injuid y poetisa, contemporánea de Hafez. Escribió bajo el seudónimo Jahan (en persa: جهان‎, lit. 'Mundo').

## Biografía
Se desconoce su fecha de nacimiento, pero sus padres se casaron en 1324, por lo que debió de nacer después de esa fecha. Su padre era Jalal ud-Din Masudshah y su madre era hija de Ghiyas al-Din Hamadani. Su madrastra era una princesa chupánida, Sultanbakht, hija de Dimashq Khwaja, quien se casó con Masudshah en Bagdad en 1342. Después del matrimonio de su padre, ella también se casó entre 1343 y 1347. El novio era Amin al-Din Jahromi, compañero del gobernante Injuid, su tío Shaikh Jamal al-Din Abu Ishaq. Masudshah fue depuesto en 1339 por los poderes aliados de Shams al-Din Muhammad y Chupanid Pir Hosayn y huyó a Lorestán y finalmente fue asesinado en el baño por los hombres de Yagi Basti. Jahan Malek fue criada y custodiada por su tío Abu Ishaq. Abu Ishaq también cayó finalmente del poder en 1353 cuando Mubariz al-Din Muhammad capturó Shiraz y ejecutó a Ishaq en 1357.

## Poesía
La poesía de Jahan Malek Khatun solía ser sobre el amor. Además, también mencionó a varios gobernantes en sus poemas, como Mubariz al-Din Muhammad, Shah Shoja Mozaffari, Ahmad Jalayir, Shah Mansur y Miran Shah, lo que da una pista sobre su vida. Fue contemporánea de Ubayd Zakani, Khwaju Kermani y Hafez. Estuvo enfrentada con Ubayd Zakani, quien se burló de su poesía junto a Kamal Khujandi. Su diván es el más extenso que se conoce de una poetisa de la época premoderna. Contiene 4 qasidas, un poema-estrofa, una extensa elegía, 12 fragmentos, 357 rubai y 1413 ghazals. Solo se conocen 4 manuscritos que se encuentran en la Biblioteca Británica, la Biblioteca Nacional de Francia, el Palacio de Topkapi y la Biblioteca de la Universidad de Cambridge. Fue influenciada por Saadi y otras poetisas de su época, incluidas Padshah Khatun y Qutluqshah Khatun (esposa de Öljaitü e hija de Irinjin).

## Publicaciones
Al estar mayormente fuera del alcance del interés académico, se publicó en Teherán, recién en 1995, por primera vez para lectores modernos. Dick Davis tradujo gran parte de su poesía al inglés en 2013. Otra traducción de su diván fue hecha por Paul Smith en 2018.